# Бадгис
Бадгис је једна од 34 провинције Авганистана. На сјеверу је земље. Главни град је Калаји Нау.
У провинцији Бадгис живи 522.100 људи (2009), од којих су Таџици (56-62%), Паштуни (28-40%), те Узбеци, Туркмени и Белуџи.